# Gaverbeekse Meersen
De Gaverbeekse Meersen is een natuurgebied dat gelegen is op zowel grondgebied Zulte (85%) als op Waregem (15%). Het betreft een gebied rond een oude spoorwegberm en in de volksmond wordt het natuurgebied dikwijls de oude spoorwegberm genoemd.

## Situering
Het natuurgebied ligt langs de benedenloop van de Gaverbeek in de alluviale vlakte van de Leie. en is een overstromingsgebied bestaande uit wei en hooiland en een oude spoorwegberm.
Aanpalend ligt agrarisch gebied bestaande uit weiden, akkers, sloten, oude meanders en populieren en knotwilgen rijen.

## Faunaenflora
In 2000 telde het natuurgebied 100 vogelsoorten (waaronder: kievit, steenuil, veldleeuwerik, witte kwikstaart, buizerd, torenvalk, sperwer en blauwe reiger), 325 plantensoorten, 19 vlindersoorten, 5 amfibiesoorten (bruine en groene kikker, gewone pad, kleine water- en alpenwatersalamander), een tiental zoogdiersoort (waaronder de egel, hermelijn, wezel) en een aantal vissoorten (waaronder de driedoornige stekelbaars en tiendoornige stekelbaars.
Opmerkelijk is de populatie van de levendbarende hagedis, een van de weinige reptielen die geen eieren leggen.

## Geschiedenis
Het gebied ligt langs de in 1985 in onbruik geraakte spoorlijn Waregem - Ingelmunster, spoorlijn 66A, (de ijzer vlasweg).
In 1992 was er een overeenkomst met de kliniek Onze-Lieve-Vrouw van Lourdes om de graslanden naast het helikopterveld te beheren als vlinderweide.
In 1993 kocht gemeente Waregem de 1,5 km lange oude spoorwegberm die ongeveer 1ha oppervlakte beslaat.
In 1995 werden percelen natte weigrond door de Wielewaal aangekocht en deze werden in 2001 als natuurreservaat erkend bij ministerieel besluit.
Het gedeelte van de oude spoorwegberm in Zulte (3,5 ha) werd daar pas in februari 2002 eigenaar van de gronden. Nadat in 2000 de gewestplannen de weiden in de gewestplannen als vallei en brongebied inkleurden. (20,5 ha)
De oude meanders zijn eveneens in aan het natuurgebied toegevoegd.